# Takeshi Yamaguchi
Takeshi Yamaguchi (født 10. juni 1979) er en tidligere japansk fodboldspiller.
Han har spillet for flere forskellige klubber i sin karriere, herunder Kashima Antlers og Roasso Kumamoto.